# Klaus Dibiasi
Klaus Dibiasi (Hall in Tirol, Àustria 1947) és un saltador italià, ja retirat, guanyador de cinc medalles olímpiques.

## Biografia
Va néixer el 6 d'octubre de 1947 a la ciutat de Hall in Tirol, població situada a l'estat del Tirol, sent fill del saltador Carlo Dibiasi. De ben petit es traslladà a Itàlia amb la seva família, concretament a la ciutat de Bozen. Es casà amb la nedadora Elisabetta Dessy.

## Carrera esportiva
Va participar, als 17 anys, en els Jocs Olímpics d'Estiu de 1964 realitzats a Tòquio (Japó), on finalitzà tretzè en la prova masculina de trampolí de 3 metres i guanyà la medalla de plata en la prova de plataforma de 10 metres. Gran especialista d'aquesta última disciplina, en els Jocs Olímpics d'Estiu de 1968 celebrats a Ciutat de Mèxic (Mèxic) aconseguí guanyar la medalla de plata en el trampolí de 3 metres i la medalla d'or en la prova de plataforma. Posteriorment aconseguí revalidar el títol olímpic de plataforma de 10 metres en els Jocs Olímpics d'Estiu de 1972 realitzats a Múnic (Alemanya Occidental) i en els Jocs Olímpics d'Estiu de 1976 realitzats a Mont-real (Canadà), a més de finalitzar quart i vuitè en la prova de trampolí de 3 metres successivament. Amb la seva triple victòria en plataforma és l'únic saltador que ha aconseguit aquesta fita en qualsevol de les disciplines olímpiques disputades.
Al llarg de la seva carrera guanyà 18 títols del seu país (11 de plataforma i 7 de trampolí), 4 medalles en el Campionat del Món de natació (dues d'elles d'or en plataforma), i 3 medalles en el Campionat d'Europa de natació (totes elles d'or).